# Insen
Insen er det andet album fra samarbejdet mellem tyske Carsten Nicolai (her under pseudonymet Alva Noto) og japanske Ryuichi Sakamota.
Det blev udgivet i 2005 på Nicolai's pladeselskab Raster-Noton og er opfølgeren på duo'ens først album Vrioon, der blev kåret som "Årets album" i 2004 af magasinet The Wire'.

## Spor
1. "Aurora" 8:52
2. "Morning" 5:27
3. "Logic Moon" 6:50
4. "Moon" 6:07
5. "Berlin" 6:17
6. "Iano" 6:53
7. "Avaol" 2:52